# AS Furiani-Agliani
AS Furiani-Agliani is een Franse voetbalclub uit Furiani die anno 2023 uitkomt in de Championnat National 2. De club heeft als kleuren rood, geel en zwart.

## Geschiedenis
AS Furiani-Agliani is opgericht in 1987 en speelde nooit hoger dan de Championnat National 2. Daarnaast wonnen ze driemaal de titel in Corsica en eenmalig de beker van Corsica.